# 三林路
三林路是中国上海市浦东新区的一条道路，东西走向，西起济阳路，东至杨高南路，全长4公里。

## 交会道路（西向东）
- 济阳路
- 林悦路
- 长清路
- 灵岩南路
- 三新路
- 上南路
- 环林西路
- 东明路
- 环林东路
- 杨高南路